# Kevin Spacey
Kevin Spacey (rođen 26. srpnja 1959.),  američki filmski i kazališni glumac i redatelj. 
Spacey je odrastao u  Kaliforniji, a u osamdesetima počeo svoju kazališnu karijeru, prije nego što je počeo nastupati u sporednim ulogama na filmu i televiziji. Pohvale kritike zaradio je početkom devedesetih, što je kulminiralo njegovim prvim Oscarom za film Privedite osumnjičene, a nakon toga je, 1999., pokupio Oscara za najboljeg glavnog glumca za film Vrtlog života. Spacey je paralelno vodio i kazališnu karijeru, dok je u očima javnosti ostao zapamćen po ulogama u filmovima  Sedam, Šalji dalje i L.A. Povjerljivo.

## Životopis

### Rani život
Spacey je rođen kao Kevin Spacey Fowler u South Orangeu, New Jersey u obitelji Thomasa Geoffreyja Fowlera, tehničara, i Kathleen Spacey, tajnice; ima starije sestru i brata, Randyja. Njegov otac, koji je, prema Fox Newsu, navodno bio član Američke nacističke stranke, često je bio nezaposlen, zbog čega se obitelj često selila, a na kraju se 1963. skrasila u  Južnoj Kaliforniji.  Spacey je pohađao vojnu akademiju Northridge nakon što je zapalio sestrinu kućicu na drvetu, ali je izbačen nakon što je bacio gumu na drugog učenika. Nakon toga se upisao srednju školu Chatsworth u Chatsworthu, Kalifornija. U dvanaestom razredu, nastupio je u školskoj produkciji mjuzikla Moje pjesme, moji snovi, glumeći kapetana Georga von Trappa. U srednjoj školi je preuzeo majčino djevojačko prezime, "Spacey", kao umjetničko prezime. U nekoliko navoda je pogrešno sugerirano da je uzeo prezime u počast  Spenceru Tracyju, kombinirajući Tracyjevo ime i prezime.
Spacey se nekoliko godina pokušavao probiti kao stand-up komičar, a onda se upisao u glumačku školu Julliard u New Yorku, gdje je između 1979. i 1981. studirao dramu.

### Karijera
Spacey je u kazalištu debitirao 1981. ulogom glasnika u produkciji Henrika VI. na njujorškom šekspirijanskom festivalu. Sljedeće godine je nastupio na Broadwayu u Duhovima  Henrika Ibsena. Televizijski debi ostvario je ulogom kennedyjevskog senatora u drugoj sezoni serije Crime Story. Iako se njegovi kasniji interesi vežu za film, Spacey je ostao usko vezan za kazališnu zajednicu. 1991. je osvojio nagradu Tony za portret "Ujaka Louieja" u broadwayskom hitu Neila Simona, Lost in Yonkers. Spaceyjev otac bio je uvjeren da mu sin neće ostvariti veliku glumačku karijeru, a tog je uvjerenja ostao i kad je ovaj postao poznati kazališni glumac.
Neke od Spaceyjevih ranijih uloga bile su one ekscentričnog milijunaša udovca u seriji Zakon u Los Angelesu, ona u televizijskom filmu Umorstvo Mary Phagan (1988.), s  Jackom Lemmononm, i s  Richardom Pryorom i  Geneom Wilderom u komediji Niti vidim, niti čujem (1989.). Brzo je stekao reputaciju karakternog glumca pa je počeo dobivati veće uloge, uključujući polovicu svađalačkog para iz Connecticuta u satiričnoj komediji The Ref (1994.), zlobnog holivudskog šefa studija u satiri Osveta na hollywoodski način, i uredskog menadžera u filmu Glengarry Glen Ross (1992.).
1995., Spacey je u trileru  Sedam glumio serijskog ubojicu koji ubija ljude za koje misli da su počinili sedam smrtnih grijeha, i zagonetnog kriminalca Verbala Kinta u Privedite osumnjičene. Njegova uloga Privedite osumnjičene lansirala ga je na glumačku A-listu, a za nju je osvojio i  Oscara za najboljeg sporednog glumca. 1996. je glumio egomanijakalnog okružnog tužitelja u filmu Vrijeme ubijanja, a 1997. je osnovao Trigger Street Production, produkcijsku kuću za produciranje i razvoj zabave u raznim medijima. 1996. je ostvario redateljski debi filmom Albino aligator. Film nije polučio veći uspjeh na box-officeu, ali je kritika pohvalila njegovu režiju.
Spacey je 1999. osvojio  Oscara za najboljeg glumca za ulogu depresivnog oca iz predgrađa koji preispituje svoj život u filmu Vrtlog života; iste godine je dobio svoju zvijezdu na holivudskoj Stazi slavnih. U nekoliko sljedećih godina poslije Vrtloga života, Spacey je nastupao u filmovima koji nisu ostali zapaženi ni kod publike ni kod kritike. U filmu Šalji dalje glumio je fizički i emocionalno obilježenog učitelja, u K-PAXu pacijenta u umobolnici za kojeg se ne zna je li ili nije izvanzemaljac, a u glazbenoj drami Iza mora pjevača Bobbyja Darina. Iza mora je bio projekt o kojem je Spacey sanjao cijeli život, pa je tako surađivao na scenariju, režirao film i nastupio u glavnoj ulozi u filmu o Darinovu životu, karijeri i vezi s kasnijom glumicom Sandrom Dee. Spacey je sam otpjevao pjesme koje su se našle na soundtrack albumu te nastupio na nekoliko koncerata u čast Darinu koji su se odigrali u vrijeme izlaska filma. Za pjevanje je zaradio uglavnom pozitivne kritike, a za izvedbu je nominiran za Zlatni globus. Međutim, kritičari su prigovarali zbog razlike u godinama između Spaceyja i Darina, naglašavajući da je Spacey bio prestar da bi ga portretirao. Spacey je rekao da se, unatoč kritikama, ponosi filmom.

### Old Vic
U veljači 2003., Spacey je najavio da se vraća u London kako bi postao umjetnički redatelj Old Vica, jednog od najstarijih kazališta u gradu. Okupio je novu glumačku družinu koja nastupa osam mjeseci u godini, počevši od 2004. Spacey je naglasio kako "se provodi kao nikad u životu" radeći u starom Old Vicu, te je objasnio da u ovom dijelu karijere osjeća da "pokušava napraviti stvari koje su sada mnogo veće od mene samog". Tijekom sezone 2004. – 05., Spacey je režirao predstavu Cloaca, koja je zaradila podijeljene recenzije. Nastupio je u produkcijama National Anthems Dennisa McIntyrea, kao i u Philadelphijskoj priči Philipa Barryja, igrajući ulogu koja je u filmskoj verziji proslavila  Jimmyja Stewarta. Kritičari su pozdravili njegovu hrabrost da preuzme menadžment kazališta, ali i naglasili da mu je i gluma impresivna, dok se njegove vještine i prosudbe kao producenta/menadžera tek trebaju razviti.
Sezona 2006. bila je godina uspona i padova za Spaceyja. Nastupio je, uz dobre kritike, u naslovnoj ulozi u Richardu II., ali pretrpio ponižavajući neuspjeh s produkcijom "Resurrection Blues", manje poznatom dramom Arthura Millera, koju je režirao filmski redatelj Robert Altman. Unatoč zvjezdanoj holivudskoj glumačkoj postavi (uključujući Neve Campbell i Matthewa Modinea) i pedigreu Millerova scenarija, Spaceyjeva odluka da primami Altmana na pozornicu pokazala se katastrofalnom: predstava je skinuta s repertoara samo nekoliko tjedana nakon premijere. Spacey se ipak vratio u igru, nastupivši u komadu A Moon for the Misbegotten  Eugenea O'Neilla, zajedno s Colmom Meanyjem i Eve Best. Kritike su bile odlične, pogotovo za Spaceyja i Best, pa je produkcija 2007. prebačena na Broadway.

### Privatni život
Spacey je osobni prijatelj bivšeg američkog predsjednika  Billa Clintona, kojeg je upoznao prije njegova predsjedničkog mandata. Prema federalnim izbornim podacima, Spacey je donirao 42 000 dolara demokratskim kandidatima i odborima.
U rujnu 2006. je najavio da namjerava ostati u Old Vicu, najmanje još devet godina. S obzirom na to, namjerava uzeti  britansko državljanstvo kad ono postane dostupno.

## Filmografija
| Godina | Naslov                         | Uloga                          | Bilješke                            |
| ------ | ------------------------------ | ------------------------------ | ----------------------------------- |
| 1986.  | Mučnina                        | Lopov u podzemnoj              | Prvi film                           |
| 1988.  | Zaposlena djevojka             | Bob Speck                      |                                     |
| 1988.  | Rocket Gibraltar               | Dwayne Hanson                  |                                     |
| 1988.  | Wiseguy                        | Mel Profitt                    | Televizijska serija                 |
| 1989.  | Tata                           | Mario                          |                                     |
| 1989.  | Niti vidim, niti čujem         | Kirgo                          |                                     |
| 1991.  | Henry i June                   | Richard Osborn                 |                                     |
| 1991.  | Demonstracija sile             | Frank Curtin                   |                                     |
| 1992.  | Consenting Adults              | Eddy Otis                      |                                     |
| 1992.  | Glengarry Glen Ross            | John Williamson                |                                     |
| 1994.  | The Ref                        | Lloyd Chasseur                 |                                     |
| 1994.  | Iron Will                      | Harry Kingsley                 |                                     |
| 1995.  | Sedam                          | John Doe                       |                                     |
| 1995.  | Privedite osumnjičene          | Roger 'Verbal' Kint            | Oscar za najboljeg sporednog glumca |
| 1995.  | Osveta na hollywoodski način   | Buddy Ackerman                 | koproducent                         |
| 1995.  | Izvan kontrole                 | Bojnik Casey Schuler           |                                     |
| 1996.  | U potrazi za Richardom         | On sam, Vojvoda od Buckinghama |                                     |
| 1996.  | Vrijeme ubijanja               | D.A. Rufus Buckley             |                                     |
| 1997.  | Ponoć u vrtu Dobra i Zla       | James 'Jim' Williams           |                                     |
| 1997.  | L.A. Povjerljivo               | Detektiv Jack Vincennes        |                                     |
| 1997.  | Albino aligator                |                                | režija                              |
| 1998.  | Hurlyburly                     | Mickey                         |                                     |
| 1998.  | Pregovarač                     | Poručnik Chris Sabian          |                                     |
| 1998.  | Život buba                     | Hopper (glas)                  |                                     |
| 1999.  | Vrtlog života                  | Lester Burnham                 | Oscar za najboljeg glavnog glumca   |
| 2000.  | Šalji dalje                    | Eugene Simonet                 |                                     |
| 2000.  | Velika zvjerka                 | Larry Mann                     | producent                           |
| 2001.  | Vijesti iz dubine              | Quoyle                         |                                     |
| 2001.  | K-PAX                          | prot/Robert Porter             |                                     |
| 2002.  | Austin Powers u Goldmemberu    | On sam (u filmu Doctor Evil)   |                                     |
| 2003.  | Život Davida Galea             | David Gale                     |                                     |
| 2003.  | Jako pristojni gangsteri       | Michael Lynch                  | producent                           |
| 2004.  | Iznad mora                     | Bobby Darin                    | redatelj/scenarist/producent        |
| 2004.  | Neočekivani zločin             | Albert T. Fitzgerald           | producent                           |
| 2006.  | Edison                         | Wallace                        |                                     |
| 2006.  | Superman: Povratak             | Lex Luthor                     |                                     |
| 2008.  | 21 - raspad Las Vegasa         | Mickey Rosa                    |                                     |
| 2008.  | Prebrojavanje                  | Ron Klain                      |                                     |
| 2009.  | Shrink                         | Henry Carter                   |                                     |
| 2009.  | Telstar                        | Bojnik Banks                   |                                     |
| 2009.  | Moon                           | Robot, 'Gerty'                 | (glas)                              |
| 2009.  | The Men Who Stare at Goats     | Larry Hooper                   |                                     |
| 2010.  | Casino Jack                    | Jack Abramof                   |                                     |
| 2010.  | Father of Invention            | Robert Axle                    |                                     |
| 2011.  | Crni ponedjeljak               | Sam Rodgers                    |                                     |
| 2011.  | Kako se riješiti šefa          | Dave Harken                    |                                     |
| 2011.  | Insepareble                    | Chuck                          |                                     |
| 2014.  | Kako se riješiti šefa 2        | Dave Harken                    |                                     |
| 2014.  | Call of Duty: Advanced Warfare | Jonathan Irons                 | Video-igrica                        |
| 2014.  | The Colbert Report             | Frank Underwood                | gost u TV seriji                    |
| 2015.  | Kuća od karata                 | Frank Underwood                | Od 2013.                            |
| 2015.  | Elvis i Nixon                  | Richard Nixon                  | posprodukcija                       |

## Vanjske poveznice
- Kevin Spacey u internetskoj bazi filmova IMDb-u (engl.)
- Kevin Spacey na Notable Names Databaseu (engl.)
- Kevin Spacey's exclusive online worldpremier of "The Interrogation of Leo and Lisa" on May 16th 2007  Arhivirana inačica izvorne stranice od 17. rujna 2007. (Wayback Machine)
- Kevin Spacey interview in the UK Independent on Sunday  Arhivirana inačica izvorne stranice od 12. listopada 2007. (Wayback Machine)
- Kevin Spacey's theater play for IWC "Interrogating Leo and Lisa"  Arhivirana inačica izvorne stranice od 17. rujna 2007. (Wayback Machine)
- Leading Men  Arhivirana inačica izvorne stranice od 10. prosinca 2007. (Wayback Machine) Working in the Theatre interview video at American Theatre Wing, May 2007